# Joakim Hedberg
Joakim Hedberg, född 1984, är en svensk bandyspelare som spelat i Falu BS dit han kom från sin moderförening Bollnäs GIF till säsongen 2008/2009. Spelar sen säsongen 2009/2010 i Gais Bandy i Göteborg.
Hedbergs position är forward. Han har även provat på spel i det svenska utvecklingslandslaget.